# Sarcophinanthus sertus
Sarcophinanthus sertus is een zeeanemonensoort. De wetenschappelijke naam van de soort is voor het eerst geldig gepubliceerd in 1830 door Lesson.